# Notre-Dame-de-l’Assomption de Saint-Pierre (Martinique)

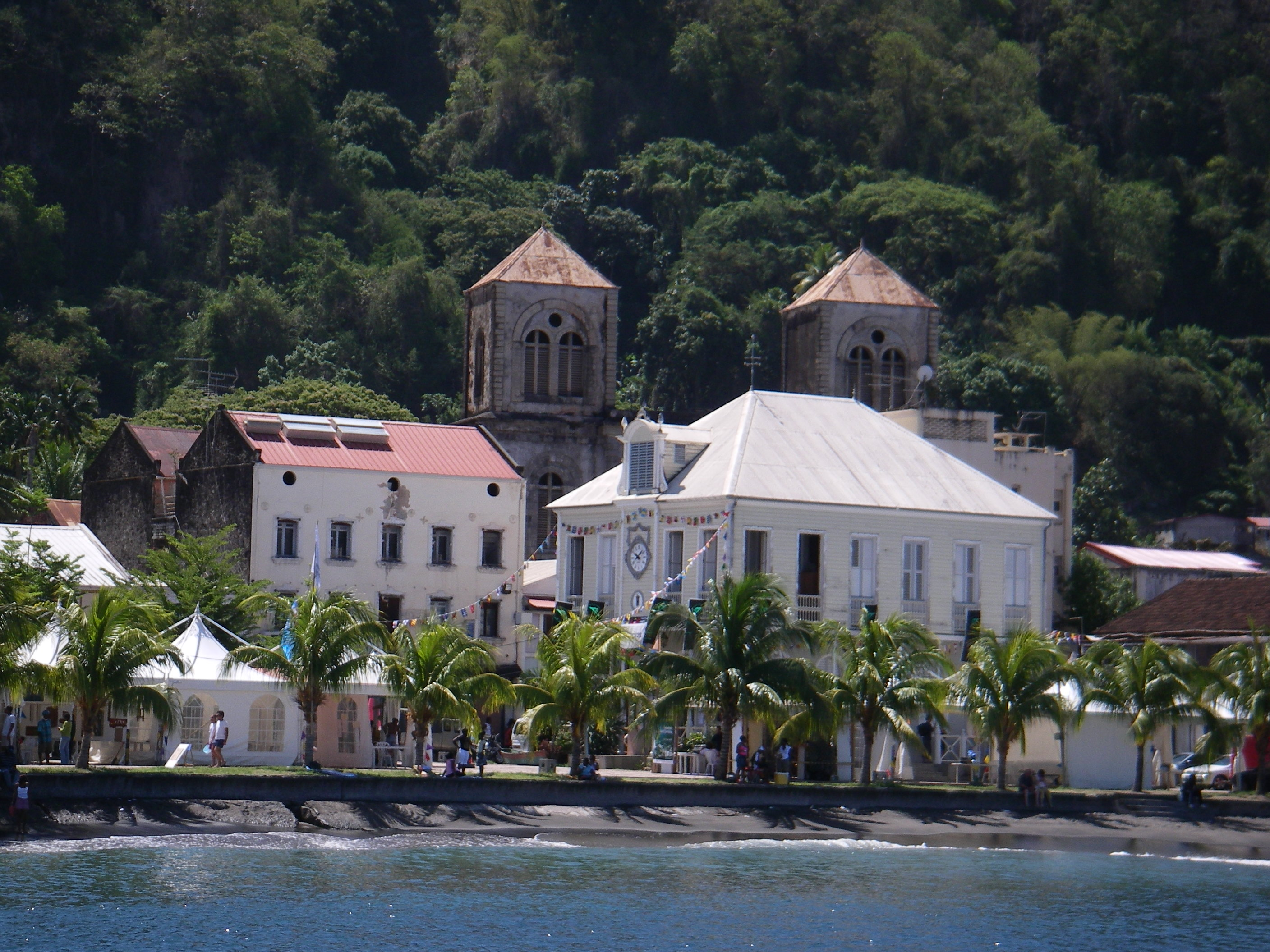
Der Ort Saint-Pierre auf Martinique mit den Türmen der Kirche Notre-Dame-de-l'Assomption im Hintergrund.

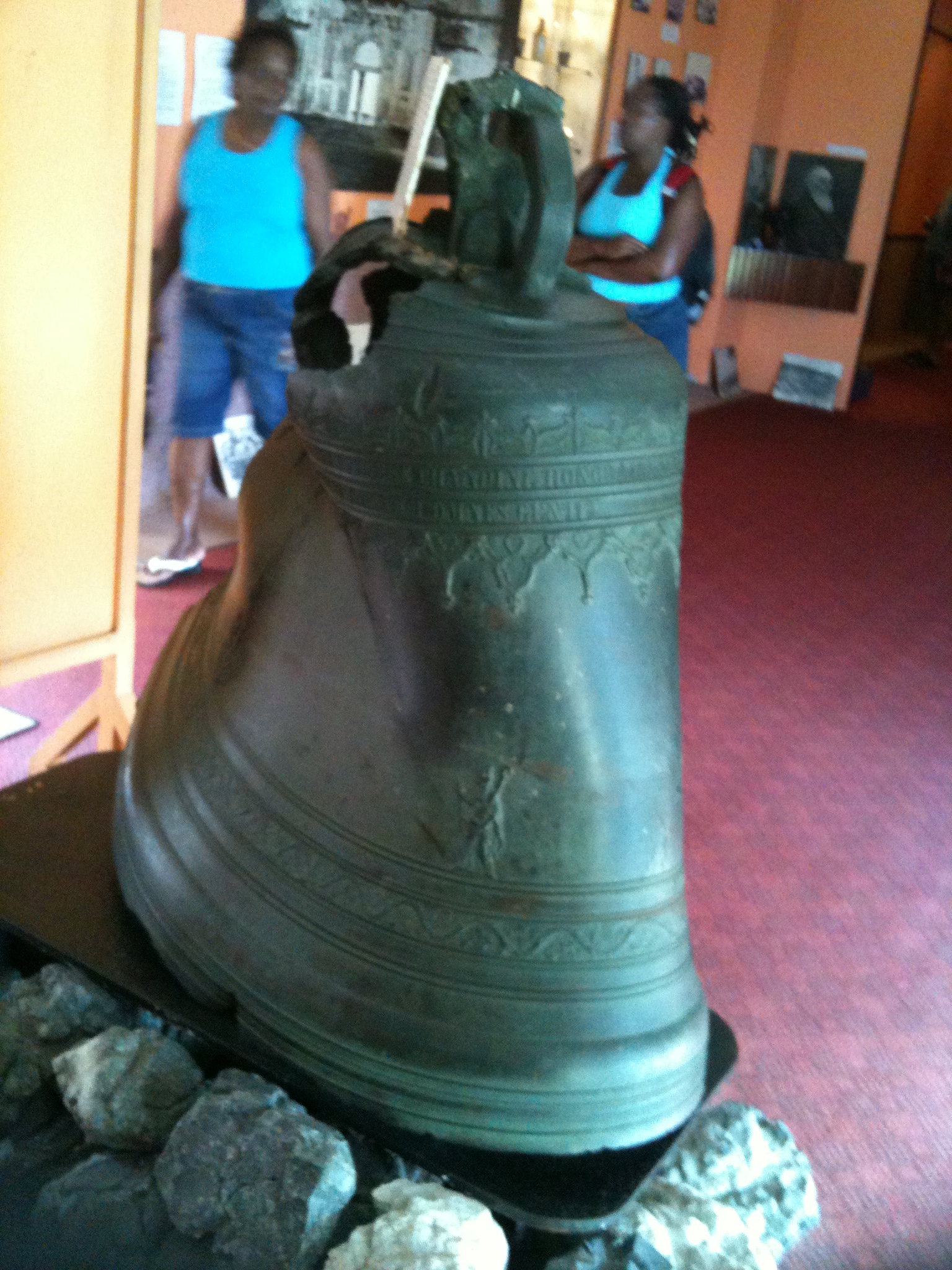
Die durch den Vulkanausbruch verformte ehemalige Glocke der Kathedrale ist heute im Musée Franck A. Perret ausgestellt.

Notre-Dame-de-l’Assomption, früher Notre-Dame-du-Bon-Port, ist eine im Jahr 1675 am Standort eines Vorgängerbaus errichtete, der Himmelfahrt Unserer Lieben Frau gewidmete ehemalige Kathedrale im Quartier du Mouillage in Saint-Pierre im französischen Überseedépartement Martinique (Antillen). Die auf den Ausbruch des Vulkans der Montagne Pelée von 1902 folgende Glutwolke zerstörte das Gebäude mit Ausnahme des unteren Bereiches. Es wurde in den Jahren 1923 bis 1929 wieder aufgebaut. Die im Besitz eines Kulturvereins befindliche, als Monument historique klassifizierte Kirche und ihr Vorplatz stehen seit dem 16. März 1995 unter Denkmalschutz.

## Geschichte
Das heutige Gebäude ersetzte eine bereits 1654 im Zuge einer Klostergründung des Dominikanerordens errichtete, bald aber auch von der Pfarrgemeinde genutzte Kapelle, die im Jahr 1667 einer Bombardierung durch die Engländer zum Opfer fiel. Der Bau der zweiten Kirche, von der heute nur noch das untere Geschoss des Lang- und Querhauses sowie des Nordturmes erhalten ist, konnte dank der Hilfe der Offiziere und Matrosen der königlichen Flotte du Ponant im Jahr 1675 verwirklicht werden – mit Ausnahme der erst einhundertzehn Jahre später vollendeten Türme.
Als Papst Pius IX. Martinique am 1. Dezember 1850 zur Diözese erhob, bestimmte er zunächst die Kirche Saint-Louis de Fort-de-France zum Bischofssitz, da jedoch Monseigneur Leherpeur, erster Bischof dieser Diözese, es bevorzugte, in Saint-Pierre zu residieren, erhielt schließlich auch Notre-Dame-de-l’Assomption den Rang einer Kathedrale und wurde in den Jahren 1855–1856 vergrößert.
Vor dem katastrophalen Vulkanausbruch vom 8. Mai 1902, der den gesamten Ort zerstörte und den mit Ausnahme von zwei (nach anderen Quellen drei) Einwohnern der damaligen Inselhauptstadt niemand überlebte, hatten zahlreiche Pierrotins sich an diesem Himmelfahrtsdonnerstag hier zum gemeinsamen Gebet zusammengefunden. Über den Ruinen errichtete der Architekt Touin ab 1923 die heutige Kirche, deren Aufbau in weiten Zügen dem vorherigen gleicht. Bedeutender Stifter im Rahmen dieses Vorhabens war Victor Depaz, der einzige Überlebende und Erbe der sehr begüterten pierrotiner Familie, dem der Gutshof Habitation Depaz mitsamt seiner Zuckerrohrplantage zufiel.

## Architektur
Die nach Süden ausgerichtete dreigliedrige und zweigeschossige Doppelturmfassade weist drei rundbogige Portale auf. Das Hauptportal ist beiderseits von jeweils einem Pilaster mit toskanischem Kapitell und einer Nische begleitet. Im oberen Geschoss sorgen mehrere Rundbogenfenster für großzügigen Lichteinfall: ein großes über dem Hauptportal, zwei niedrige und schmale über den Nischen, sowie zwei weitere über den Seitenportalen. Über den Seitenpartien erheben sich die beiden massiven, im Jahr 1885 mit einem einfachen Zeltdach abgeschlossenen Fassadentürme. Letztere erhielten im Jahr 1925 neue Glocken.

## Ausschmückung
Das Innere ist mit Buntglasfenstern geschmückt, die das Leben verschiedener Heiliger illustrieren. Der bemerkenswerte Hochaltar aus weißem Marmor, der vorübergehend in das Pariser Musée de Cluny transportiert worden war, kehrte im Jahr 1939 an seinen ursprünglichen Platz zurück. Das Weihwasserbecken verblieb in der Kirche Saint-Laurent in Paris (10. Arrondissement).